# Joniny

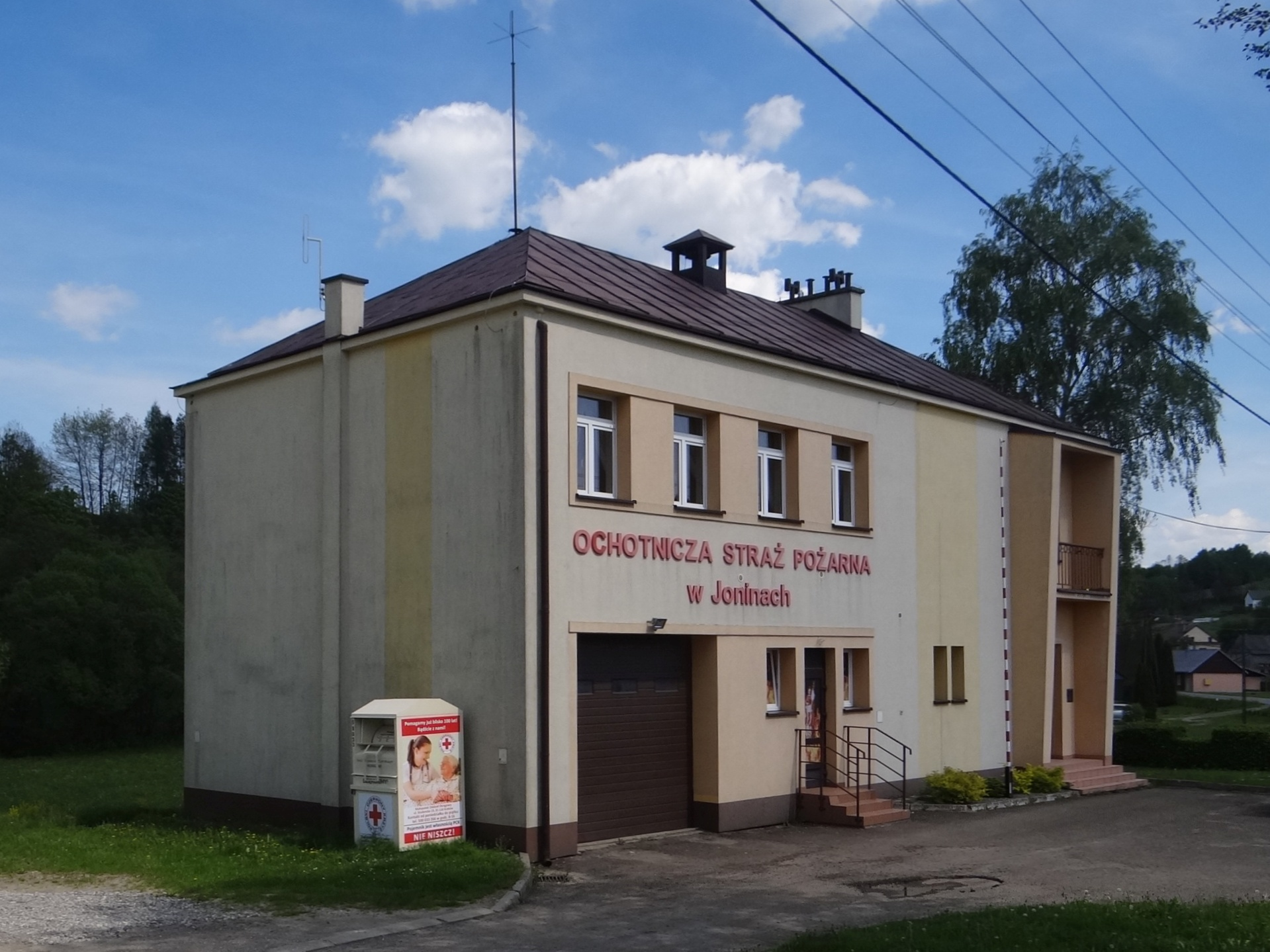
Remiza OSP

Joniny – wieś w Polsce położona w województwie małopolskim, w powiecie tarnowskim, w gminie Ryglice.
W latach 1954–1961 wieś należała i była siedzibą Joniny, po jej zniesieniu w gromadzie Ryglice. W latach 1975–1998 miejscowość administracyjnie należała do województwa tarnowskiego.
Położenie
Joniny to wieś o charakterze górsko-wyżynnym. Znajduje się na Pogórzu Ciężkowickim w dolinie potoku Szwedka. Od zachodu graniczy z Ryglicami, od północy z Zalasową i Wolą Lubecką, od wschodu z Kowalową, a od południa z Żurową i Swoszową (gmina Szerzyny). Obszar wsi zajmuje 11 km kwadratowych.
Układ zabudowy miejscowości ma charakter łańcuchowy (wieś leśno-łanowa). Średniowieczny trakt Tuchów-Joniny krzyżuje się z traktem prowadzącym w kierunku północnym do przysiółka Lipie i miejscowości Zalasowa a w kierunku południowym do przysiółka Liciąż i Szerzyny.
W części południowej znajduje się duży kompleks leśny Pasma Brzanki (z dominacją jodły i buka), znajdujący się w Parku Krajobrazowym Pasma Brzanki. Najwyższe wzniesienie w obrębie miejscowości to Gilowa Góra (361 m). Przez wieś przebiega zielony szlak rowerowy oraz szlak turystyki konnej.
Główne przysiółki: Lipie Małe, Lipie Duże, Liciąż Mała, Liciąż Duża, Koniowa, Wołowa.
W roku 2005/2006 rozpoczęto przygotowania do wydania decyzji o ustaleniu lokalizacji inwestycji celu publicznego jakim jest zbiornik retencyjny.
Zarys historii
Joniny zostały założone w XIV w. na prawie niemieckim, były własnością szlachecką. Pierwsza wzmianka o Joninach pochodzi z 1390 pod nazwą Janina oraz z 1411 jako Janyna (w kronikach wymieniony jest Piotr de Janyna). Przez pewien okres obok na wzgórzu od Swoszowej istniała osobna wieś Liciąż, która obecnie wchodzi w skład Jonin.
W 1536 i w 1581 wieś przynależy do powiatu bieckiego. W 1529 należy do parafii [null Ryglice].
Szkoła
W 1918 roku otwarto 1-klasową szkołę w budynku prywatnym i prowadził jeden nauczyciel. Później było więcej klas. W latach 1923–1925 szkoła była nieczynna. W roku 1924 podjęto inicjatywę wybudowania budynku szkolnego. Budowa szkoły trwała w latach 1925–1928 i w tym czasie już uczono w niej. W latach 30. i 40. XX stulecia uczęszczało do niej rocznie ponad sto dzieci, a po wojnie ok. 200. Budynek stał się za ciasny i brakowało w nim wyposażenia. W pierwszych miesiącach 1945 r. z powodu wojny zajęcia były zawieszone.
W 1946 roku gmina na wniosek sołtysa złożyła podanie do władz powiatowych o zezwolenie na budowę szkoły. Mieszkańcy z własnych środków fundowali budowę. Mimo różnych trudności, 1 maja 1954 r. uroczyście otwarto nowy obiekt.
W 2001 roku nadano Szkole Podstawowej w Joninach imię Jana Pawła II.
W 2015 r. samorząd gminy Ryglice postanowił oddać szkołę w Joninach Stowarzyszeniu "Razem dla Jonin".
W 2016 r. dokonano generalnego remontu budynku.
Kaplica
Od stuleci wieś należy do parafii św. Katarzyny w Ryglicach. W latach 1984–94 trwała budowa kaplicy pw. Podwyższenia Krzyża Świętego w Joninach, która administracyjnie należy do parafii w Ryglicach.
Stadion
W centrum miejscowości znajduje się stadion KS Ryglice. Boisko w Joninach liczy ok. 200 miejsc siedzących i ma wymiary: 99 m x 54 m.
Początkiem 1988 roku, powstała przy LZS Ryglice (działający od 1949 r.) drużyna piłki nożnej. W tym samym czasie rozpoczęto remont boiska w Joninach. Wykonano prace ziemne, bramki, odwodnienie boiska, zasianie trawy, zamontowanie bramek. Po pozytywnym odbiorze boiska przez komisję sędziowską, jesienią 1988 roku piłkarze LZS Ryglice przystąpili do rozgrywek piłkarskich klasy „B”. LZS Ryglice od 1996 r. nosi nazwę KS Ryglice.
Zabytki i obiekty architektury
W Joninach znajduje się kilka zabytkowych obiektów małej architektury: 
- Kapliczka z ludową rzeźbą Św. Jana Nepomucena, fundacja właściciela majątku Ignacego Głowackiego, drew., 1807, resztówka podworska
- Kapliczka z rzeźbą Najświętszej Panny Marii Niepokalanie Poczętej, fundacja Surdelów, mur., pocz. XIX w., Joniny Liciąż Wielka.
- Kapliczka, fundacja Michała i Marianny Mazurów, mur., 1829, Joniny Liciąż,
- Kapliczka szafkowa z rzeźbionym w drewnie wizerunkiem Chrystusa, drew., XX w., Joniny Liciąż Mała
- Kapliczka szafkowa z gipsową figurką Matki Boskiej, fundacja Stanisława Siwka, drew, 1922, Joniny Liciąż Mała
- Posąg Matki Boskiej z Dzieciątkiem, fundacja Jana Lisaka i Zofii Jacherów, kam., 1894
- Posąg Serce Jezusa, fundacja Wojciecha Lisaka, kam., 1909, Joniny Liciąż Mała
- Posąg Najświętszej Panny Marii Niepokalanie Poczętej, fundacja Lisaków, kam., 1910
- Krzyż z metalowym wizerunkiem Chrystusa, drew, pocz XX, Joniny Lipie Duże, przy skrzyżowaniu dróg.
- Krzyż z kapliczką szafkową, fundacja Magdalena Urbanek, drew., 1939, Joniny Liciąż Wielka.
- Krzyż z kapliczką szafkową, fundacja Magdalena Urbanek, drew., 1939, Joniny Liciąż Wielka[12].